# Hesperothripa dicyma
Hesperothripa dicyma är en fjärilsart som beskrevs av George Francis Hampson 1912. Hesperothripa dicyma ingår i släktet Hesperothripa och familjen trågspinnare. Inga underarter finns listade i Catalogue of Life.